# Parc côtier Kiskotuk
Le parc côtier Kiskotuk est un parc régional situé dans la région du Bas-Saint-Laurent, au Québec, qui s’étend sur le territoire des municipalités de Cacouna, L’Isle-Verte et Notre-Dame-des-Sept-Douleurs. Ce parc, qui met en valeur le riche patrimoine naturel et culturel du littoral, a été créé dans une optique de conservation et de mise en valeur des écosystèmes côtiers et des espaces récréotouristiques de la région. Il offre des activités diversifiées comme la randonnée, le cyclisme, le camping rustique et l’observation de la faune, tout en intégrant une perspective de développement durable.
La gestion du parc est confiée à la Société du parc côtier Kiskotuk, un organisme sans but lucratif qui veille à son développement et à la mise en œuvre de ses objectifs de conservation et de valorisation.

## Historique
Le parc côtier Kiskotuk est né d'une initiative de la municipalité régionale de comté (MRC) de Rivière-du-Loup visant à protéger et mettre en valeur le corridor côtier des municipalités de Cacouna et de L'Isle-Verte.
En 2010, la MRC a mandaté la Corporation PARC Bas-Saint-Laurent pour effectuer un diagnostic des terres publiques qu’elle gérait le long du chemin de la Rivière-des-Vases à Cacouna. L’étude a conduit à une recommandation : la création d’un parc régional intégrant les infrastructures récréotouristiques existantes.
L’année suivante, en 2011, un comité de travail a été formé, rassemblant des représentants de la MRC, des municipalités concernées, de la Première Nation malécite de Viger et de la Corporation PARC Bas-Saint-Laurent. Ce comité a rapidement mis en place les fondements du parc, notamment en définissant son identité visuelle, en rédigeant un plan d’aménagement et de gestion, et en organisant des consultations publiques. Le nom du parc, ainsi que son image identitaire, ont été choisis pour refléter les particularités physiques et historiques de ce territoire côtier. Le terme « kiskotuk », signifiant en langue malécite « terre dénudée à marée basse », fait référence aux écosystèmes uniques de la région, notamment les marais salés, les tourbières et la biodiversité exceptionnelle qu’ils abritent. Ce choix souligne également l'influence de la culture et de la communauté malécite sur ces terres.
En novembre 2012, la Société du parc côtier Kiskotuk, un organisme sans but lucratif, a été créée pour assurer le développement et la gestion du parc. Par la suite, des efforts ont été consacrés à l’élaboration d’un plan d’affaires et à la recherche de financement pour améliorer les infrastructures et les services.
Plusieurs projets d’aménagement ont vu le jour au fil des années :
- 2016 : Mise à niveau du réseau cyclable et création d’un sentier pour le vélo de montagne et la course en sentier.
- 2017 : Construction du camping rustique des Passereaux et intégration officielle de la municipalité de Notre-Dame-des-Sept-Douleurs dans le territoire du parc.
- 2018 : Embauche des premiers employés et ouverture du pavillon multiservice des Passereaux, devenu le principal point d’accueil du parc.
- 2019 : Début de la construction du pavillon d'accueil Berger dans le secteur des Passereaux, le long du chemin de la Rivière-des-Vases à Cacouna. Ce bâtiment inclut un poste d’accueil, une boutique, un bloc sanitaire et une salle communautaire. Ce projet, destiné à améliorer les infrastructures et les services aux visiteurs, a été financé par le gouvernement du Québec, Tourisme Bas-Saint-Laurent et la MRC de Rivière-du-Loup, avec une contribution de l’entreprise Tourbières Berger[3].

## Conservation
Le parc côtier Kiskotuk comprend une diversité d’habitats naturels qui abritent une faune et une flore variées. S'étendant sur une bande littorale de 20 kilomètres entre Cacouna et L’Isle-Verte, il intègre des terres publiques et privées.
Des aires de conservation d’importance se trouvent dans le périmètre du parc, notamment la réserve nationale de faune de la Baie-de-L’Isle-Verte, le Site ornithologique du marais de Gros-Cacouna et le Refuge d’oiseaux migrateurs de L’Isle-Verte. Ces sites, sous la gestion du Service canadien de la faune d’Environnement et Changement climatique Canada, protègent des habitats côtiers, incluant des marais à spartine, essentiels pour la nidification et la migration d’espèces aviaires, telles que le Canard noir. Ces territoires bénéficient également de reconnaissances internationales, comme leur désignation en tant que Zone importante pour la conservation des oiseaux (ZICO) et site Ramsar.

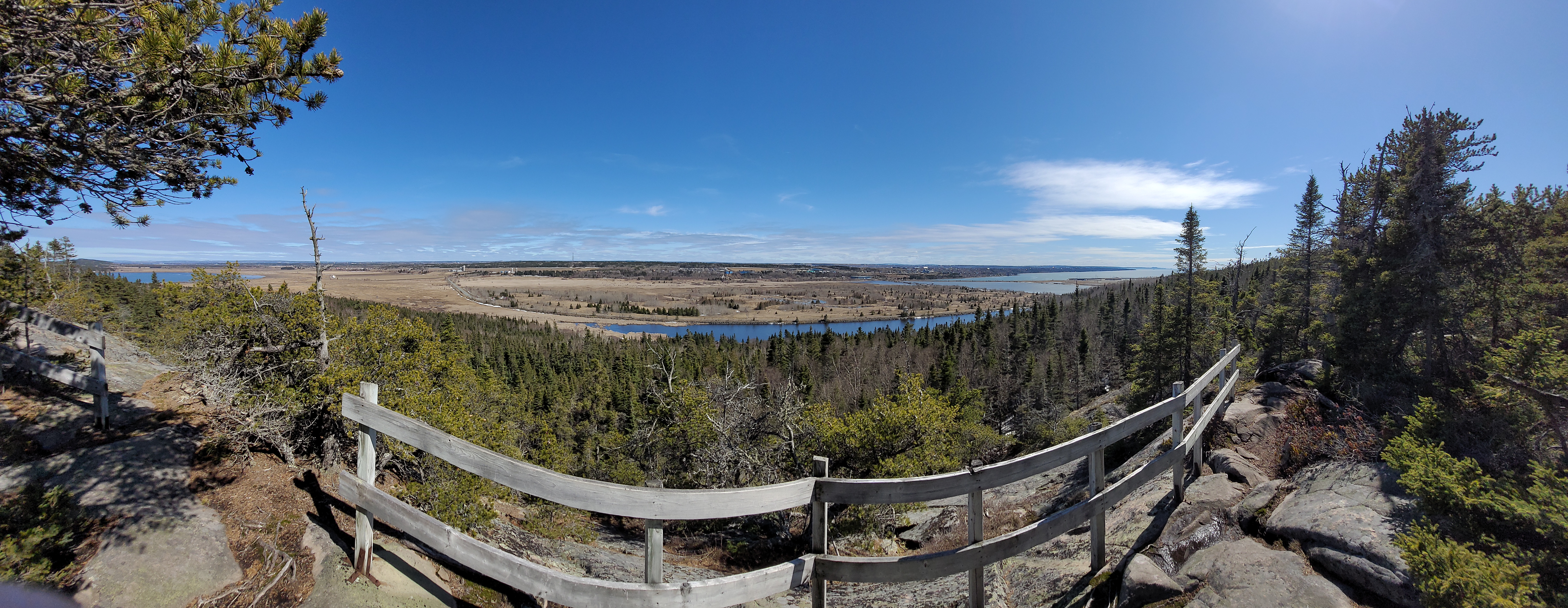
Vue sur le secteur du Marais-de-Gros-Cacouna à partir de la montagne du par côtier Kiskotuk (2022).

Le Service canadien de la faune permet, sous certaines conditions, l’utilisation de ses terrains pour des activités éducatives et d’interprétation dans le cadre du parc, à condition que celles-ci ne nuisent pas à la conservation des espèces et des habitats. Par ailleurs, la réserve nationale de faune de la Baie-de-L’Isle-Verte collabore avec le parc marin du Saguenay–Saint-Laurent, mettant en lumière l’importance des marais salés et favorisant une gestion durable des écosystèmes dans une perspective de conservation et d’utilisation responsable.

## Sites et installations
Le parc côtier Kiskotuk offre une diversité d’aménagements répartis sur son territoire, permettant aux visiteurs d’explorer ses milieux naturels, d’en apprendre davantage sur son écosystème unique et de profiter de lieux dédiés à la contemplation du paysage. Ces infrastructures sont organisées autour de secteurs de découverte, d’aires de repos et de sites d’interprétation.

### Secteurs de découverte
Le parc est organisé autour de sept secteurs de découverte, chacun offrant une variété d’aménagements, tels que des sentiers pédestres, des belvédères d’observation et des pistes cyclables. Ces secteurs présentent des paysages distinctifs mettant en valeur le littoral du Bas-Saint-Laurent. Certains secteurs, comme le Site ornithologique du marais de Gros-Cacouna, le secteur des Roitelets et le quai de L’Isle-Verte, sont soumis à une réglementation fédérale en raison de leur sensibilité écologique.

### Haltes
Deux aires distinctes, offrant des vues panoramiques sur le fleuve Saint-Laurent, ont été aménagées pour permettre aux visiteurs de se reposer ou de pique-niquer. Ces haltes ne sont pas conçues pour des activités récréotouristiques, mais elles offrent un espace propice à la contemplation des paysages côtiers.

### Sites d’interprétation
Le parc comprend également des sites d’interprétation situés en dehors des secteurs de découverte principaux. Parmi eux, le Musée du Squelette, situé dans le secteur du Parc du Portage, et le Musée de la Station du Phare, dans le secteur du Phare, proposent des expositions permettant aux visiteurs d’en apprendre davantage sur l’écosystème côtier et le patrimoine maritime de la région.

## Galerie de photos

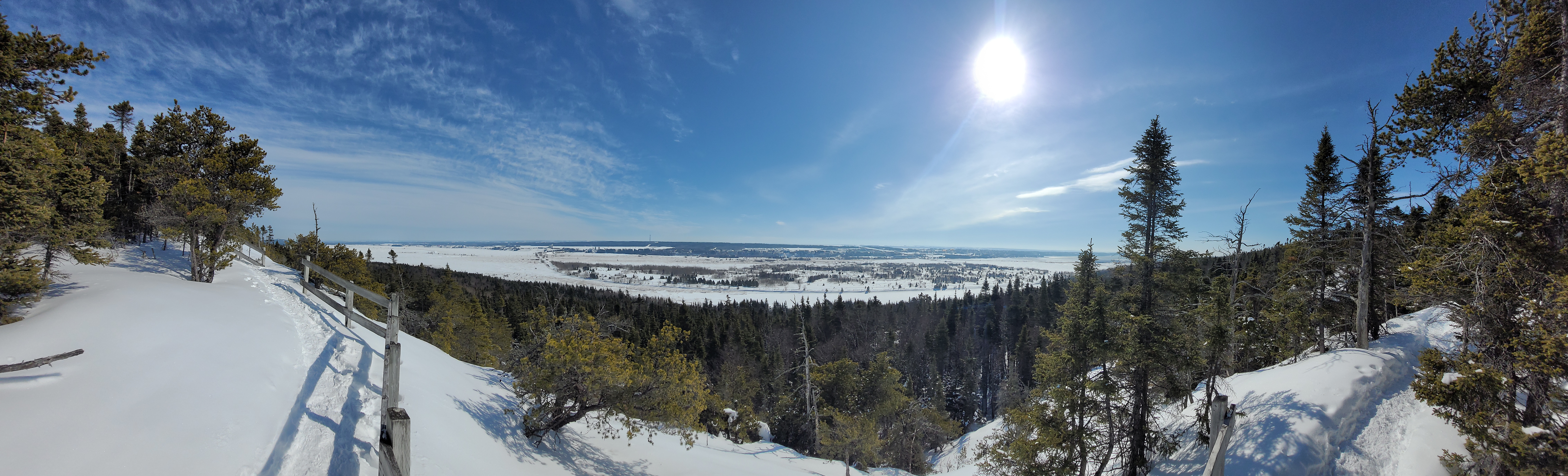
Vue sur le secteur du Marais-de-Gros-Cacouna à partir de la montagne du parc côtier Kiskotuk en hiver (2023).
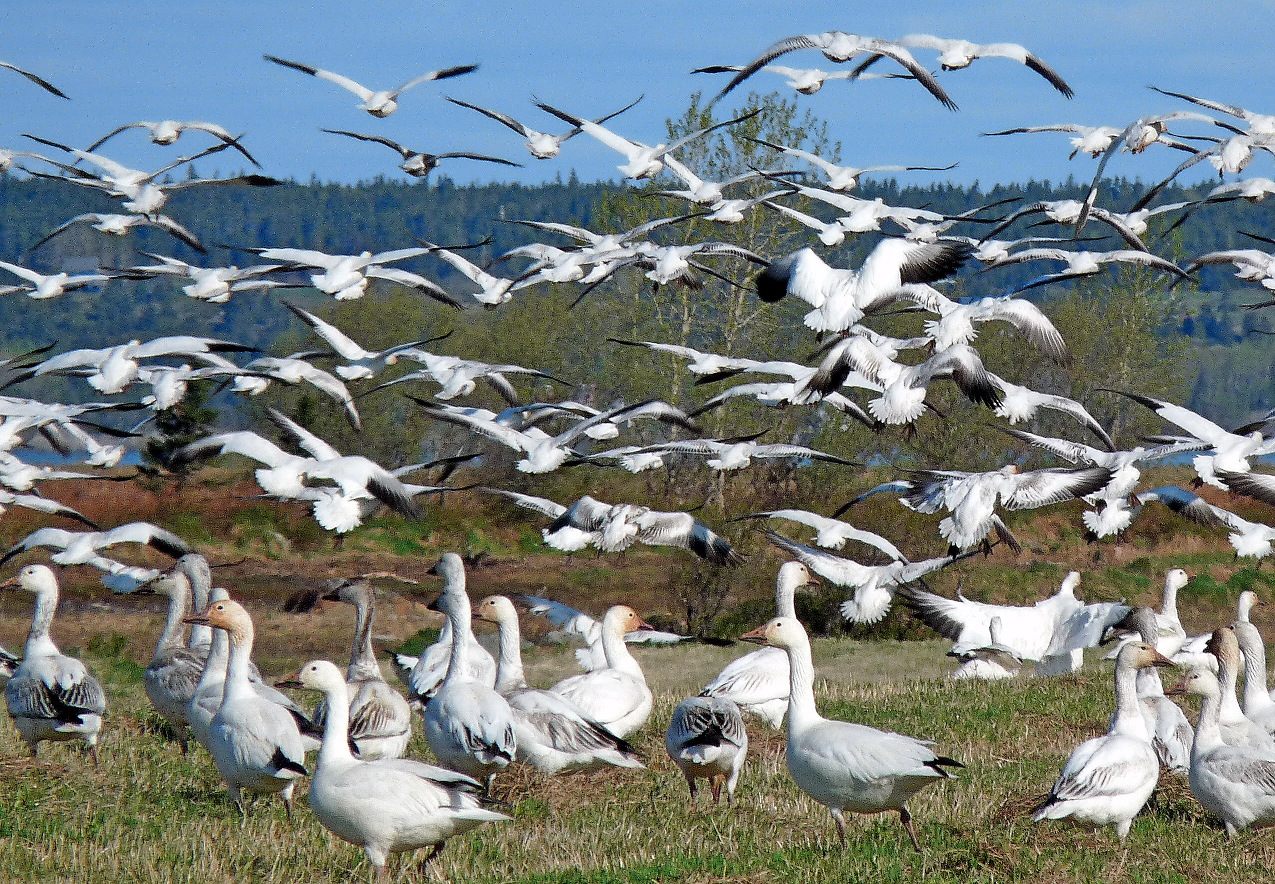
Oies blanches sur la réserve nationale de faune de la Baie-de-L'Isle-Verte (2009).
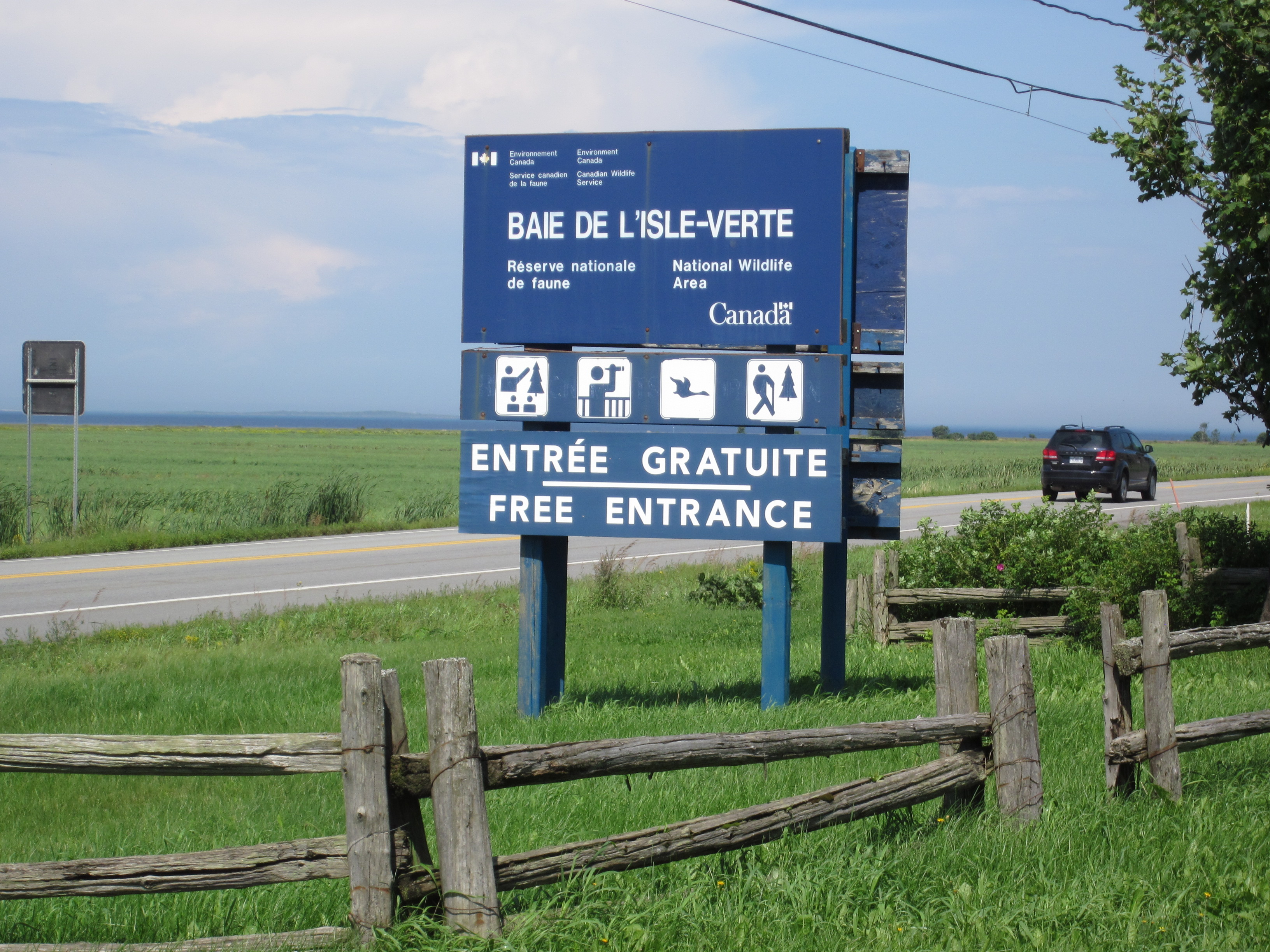
Affiche accueil de la réserve nationale de faune de la baie de l'Isle-Verte (2011).
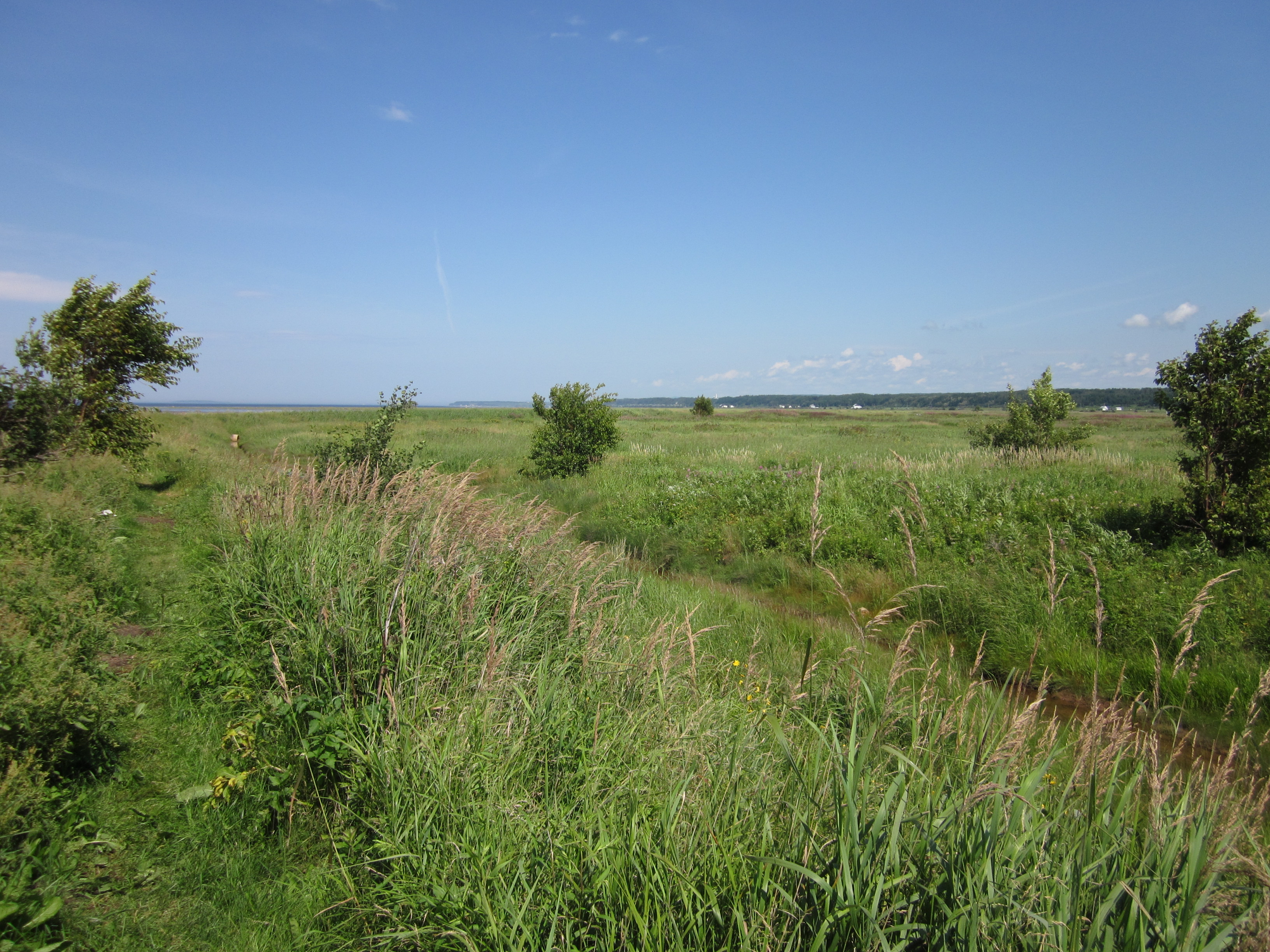
Marais de la RNF Baie de l'Isle-Verte (2011).
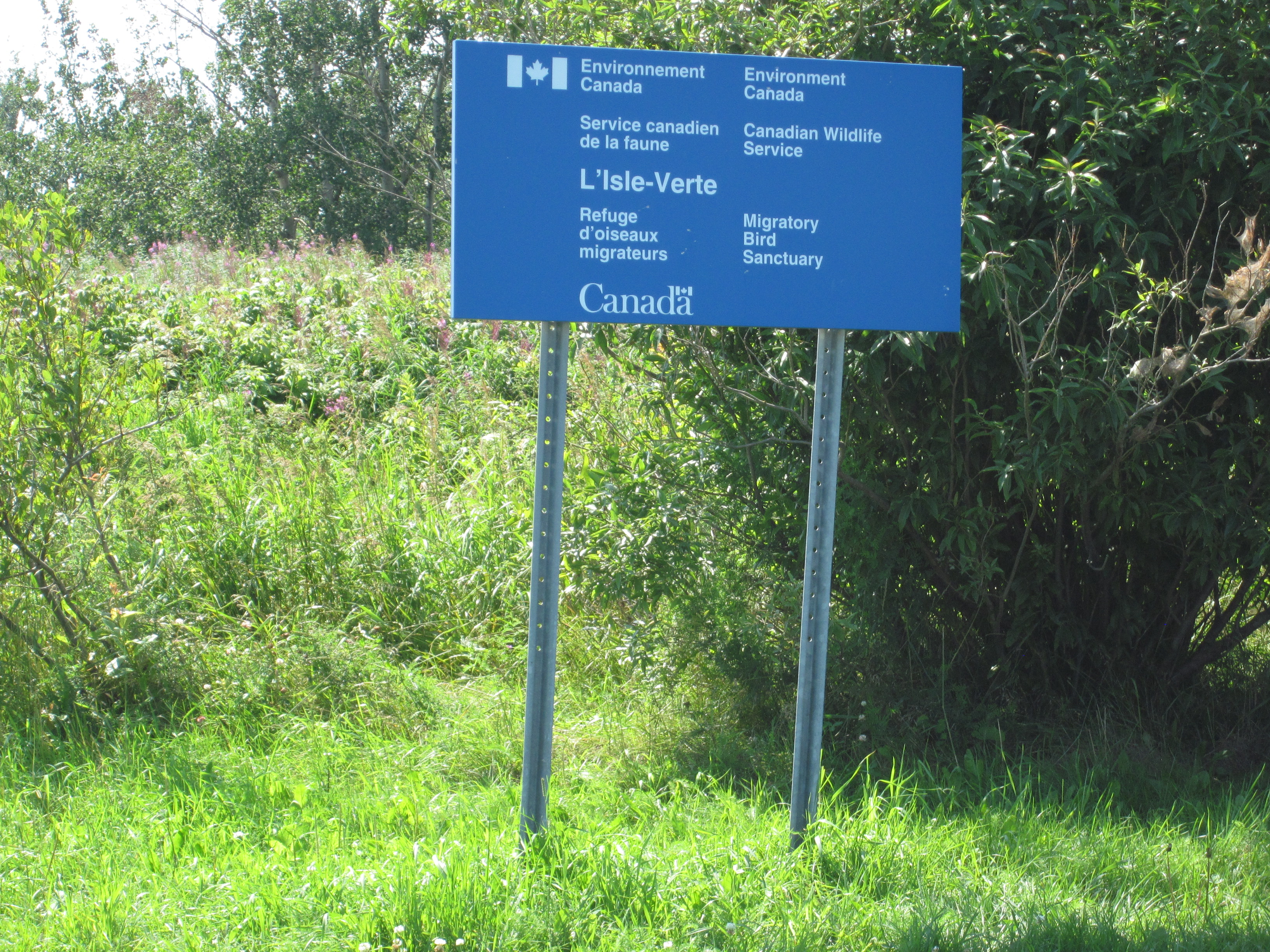
Affiche du refuge d'oiseaux migrateurs de L'Isle-Verte (2011).
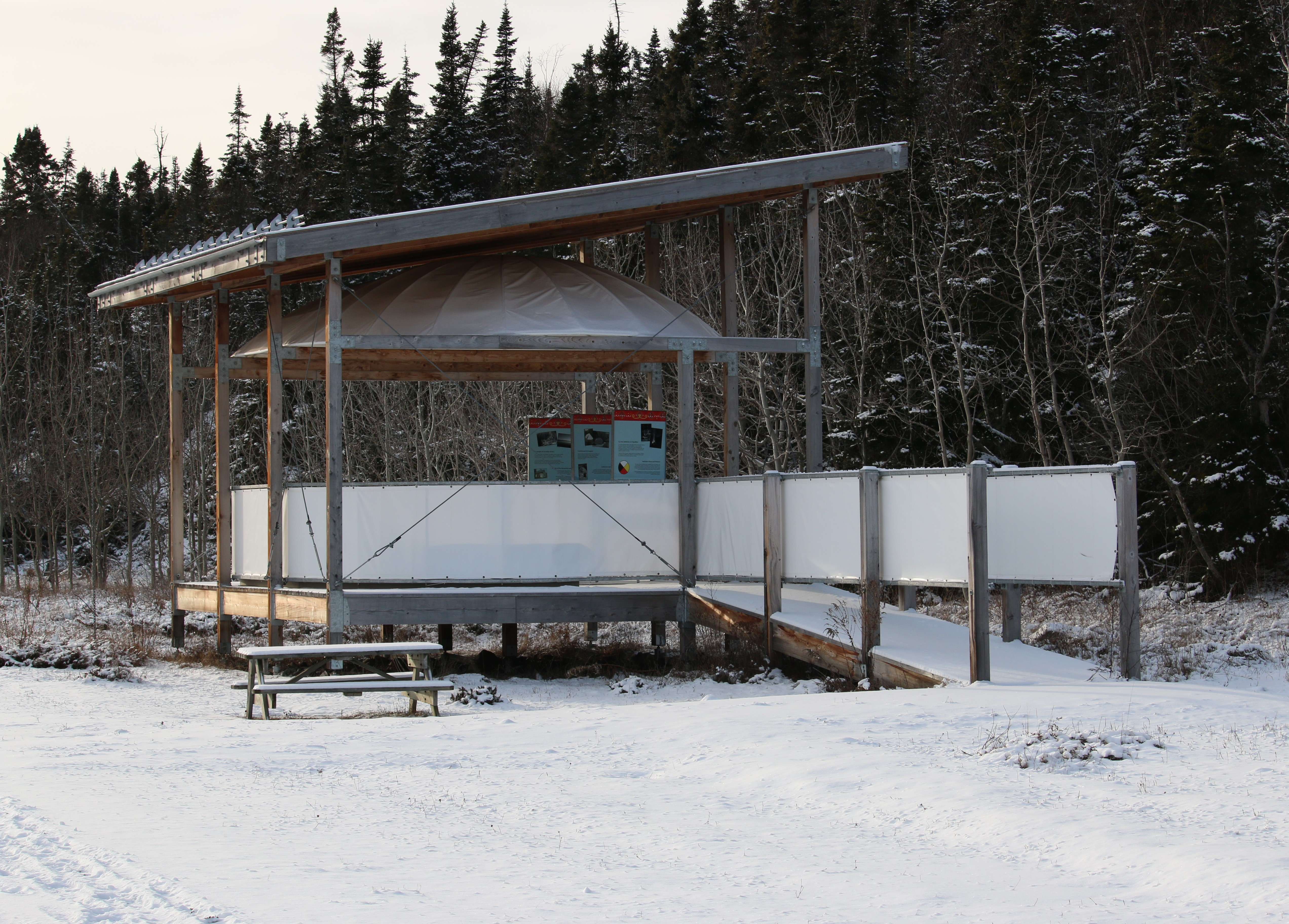
Une des installations éducatives du parc côtier Kiskotuk (décembre 2024).
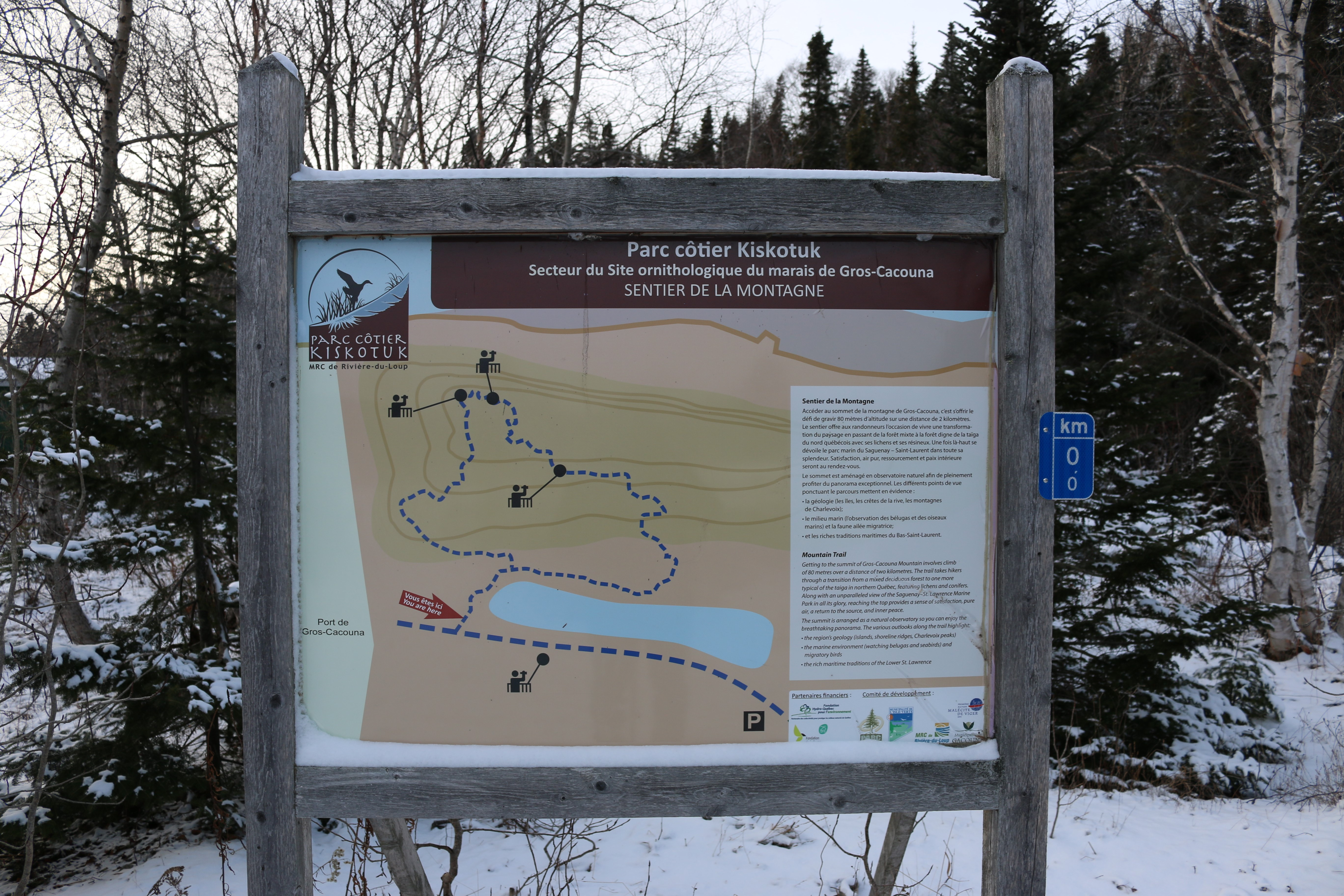
Panneau du parc côtier Kiskotuk au pied de la montagne du site ornithologique du marais de Gros-Cacouna (décembre 2024).